# Ministério das Cidades
Ministério das Cidades é um ministério brasileiro criado em 1 de janeiro de 2003 com os objetivos de combater as desigualdades sociais, transformar as cidades em espaços mais humanizados e ampliar o acesso da população a moradia, saneamento e transporte.
Em 1 de janeiro de 2019, o Ministério das Cidades e o Ministério da Integração Nacional foram fundidos e transformados em Ministério do Desenvolvimento Regional.
Em 1 de janeiro de 2023, o presidente Luiz Inácio Lula da Silva recriou o Ministério das Cidades.

## Ministros
Os ministros e ministras:
| Nº                                                    | Foto                                                  | Nome                                                  | Início                 | Fim                    | Presidente                |
| ----------------------------------------------------- | ----------------------------------------------------- | ----------------------------------------------------- | ---------------------- | ---------------------- | ------------------------- |
| 1                                                     |                                                       | Olívio Dutra                                          | 1 de janeiro de 2003   | 20 de julho de 2005    | Luiz Inácio Lula da Silva |
| 2                                                     |                                                       | Márcio Fortes de Almeida                              | 21 de julho de 2005    | 31 de dezembro de 2010 | Luiz Inácio Lula da Silva |
| 3                                                     |                                                       | Mário Negromonte                                      | 1 de janeiro de 2011   | 2 de fevereiro de 2012 | Dilma Rousseff            |
| 4                                                     |                                                       | Aguinaldo Ribeiro                                     | 7 de fevereiro de 2012 | 17 de março de 2014    | Dilma Rousseff            |
| 5                                                     |                                                       | Gilberto Occhi                                        | 17 de março de 2014    | 1 de janeiro de 2015   | Dilma Rousseff            |
| 6                                                     |                                                       | Gilberto Kassab                                       | 1 de janeiro de 2015   | 15 de abril de 2016    | Dilma Rousseff            |
| 7                                                     |                                                       | Inês da Silva Magalhães                               | 15 de abril de 2016    | 12 de maio de 2016     | Dilma Rousseff            |
| 8                                                     |                                                       | Bruno Araújo                                          | 12 de maio de 2016     | 13 de novembro de 2017 | Michel Temer              |
| 9                                                     |                                                       | Alexandre Baldy                                       | 22 de novembro de 2017 | 31 de dezembro de 2018 | Michel Temer              |
| Incorporado ao Ministério do Desenvolvimento Regional | Incorporado ao Ministério do Desenvolvimento Regional | Incorporado ao Ministério do Desenvolvimento Regional | 1 de janeiro de 2019   | 31 de dezembro de 2022 | Jair Bolsonaro            |
| 10                                                    |                                                       | Jader Barbalho Filho                                  | 1 de janeiro de 2023   | —                      | Luiz Inácio Lula da Silva |

## Órgãos vinculados
- Companhia Brasileira de Trens Urbanos (CBTU)
- Empresa de Trens Urbanos de Porto Alegre (Trensurb)